# Leaders Creek
Leaders Creek ist ein Bach in der Litchfield Municipality im Northern Territory in Australien, rund 40 Kilometer nordöstlich von Darwin. Er ist ungefähr vier Kilometer lang und ein beliebter Platz zum Fischen und Campen. Der Bach mündet in die Timorsee. Am Fluss liegt die Leaders Creek Fishing Base.